# Phyllostegia
Phyllostegia är ett släkte av kransblommiga växter. Phyllostegia ingår i familjen kransblommiga.

## Bildgalleri

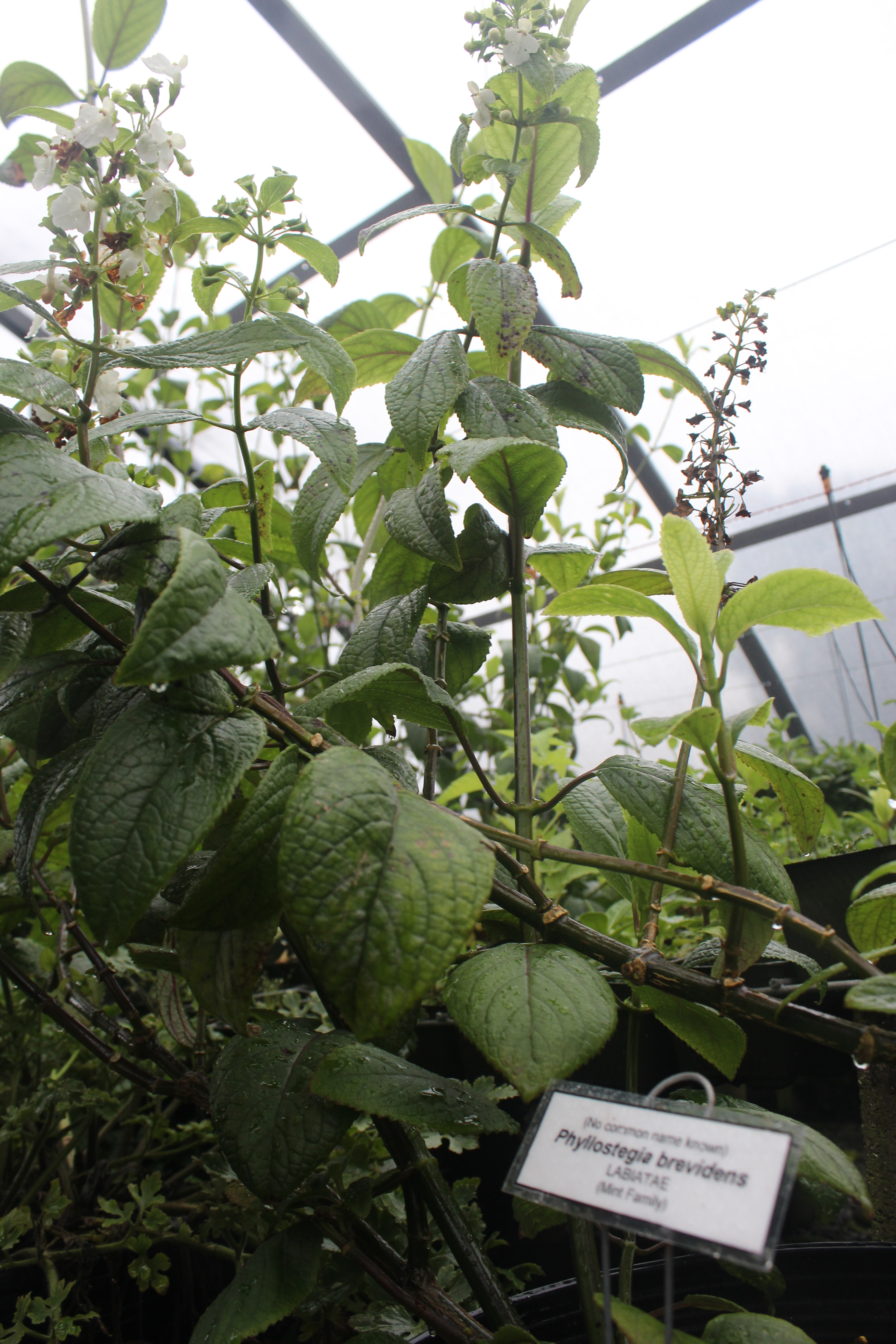
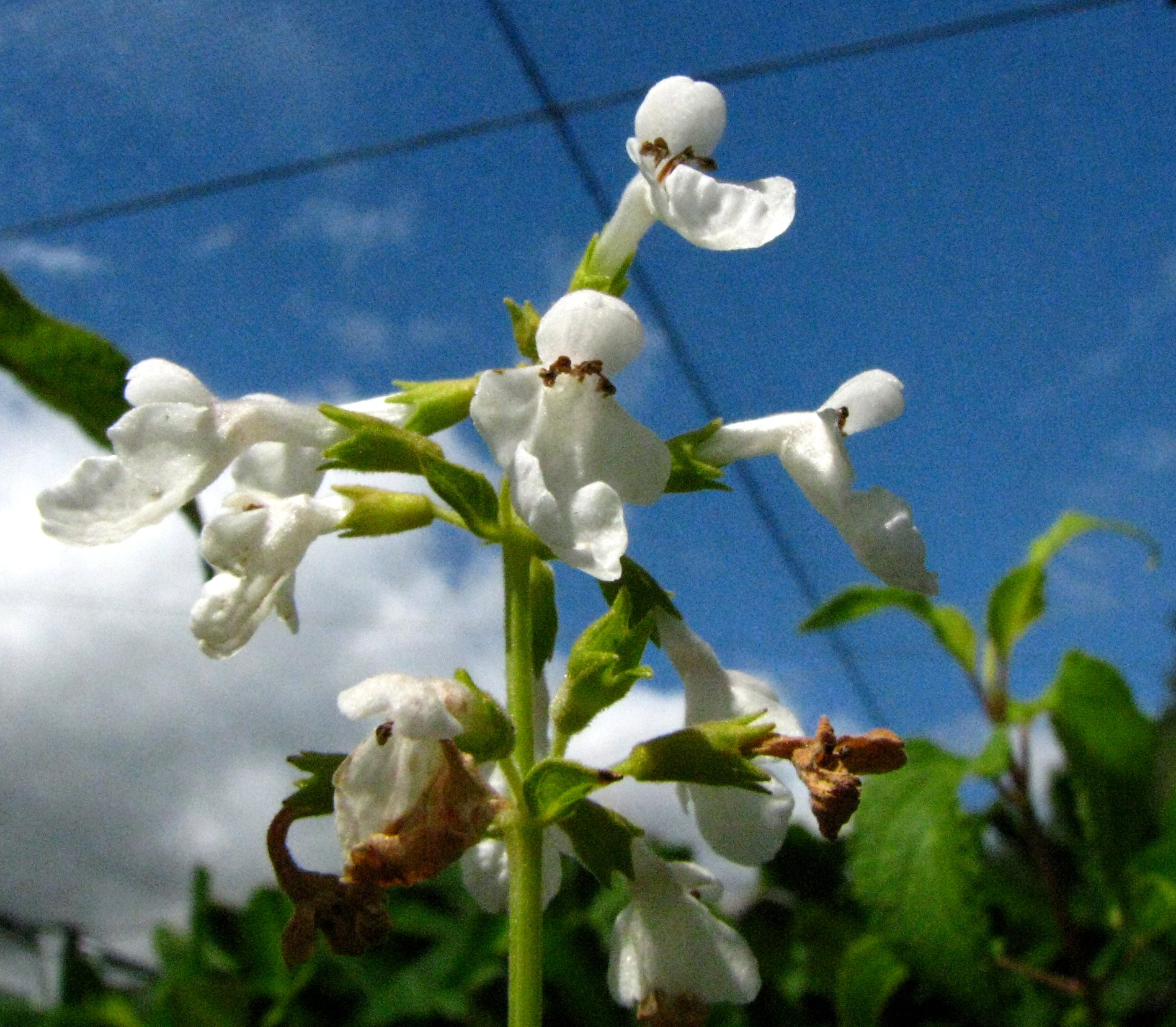
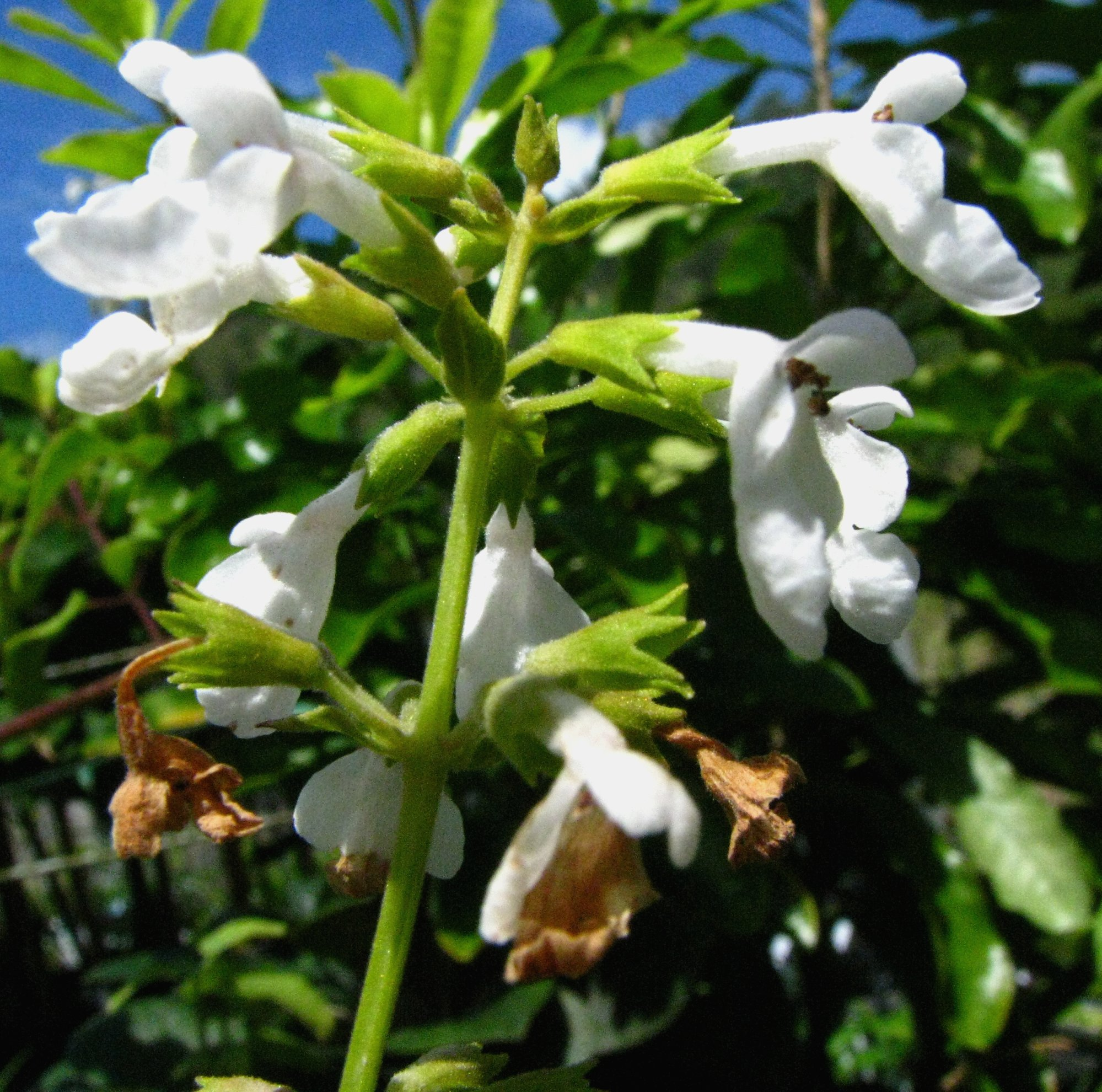
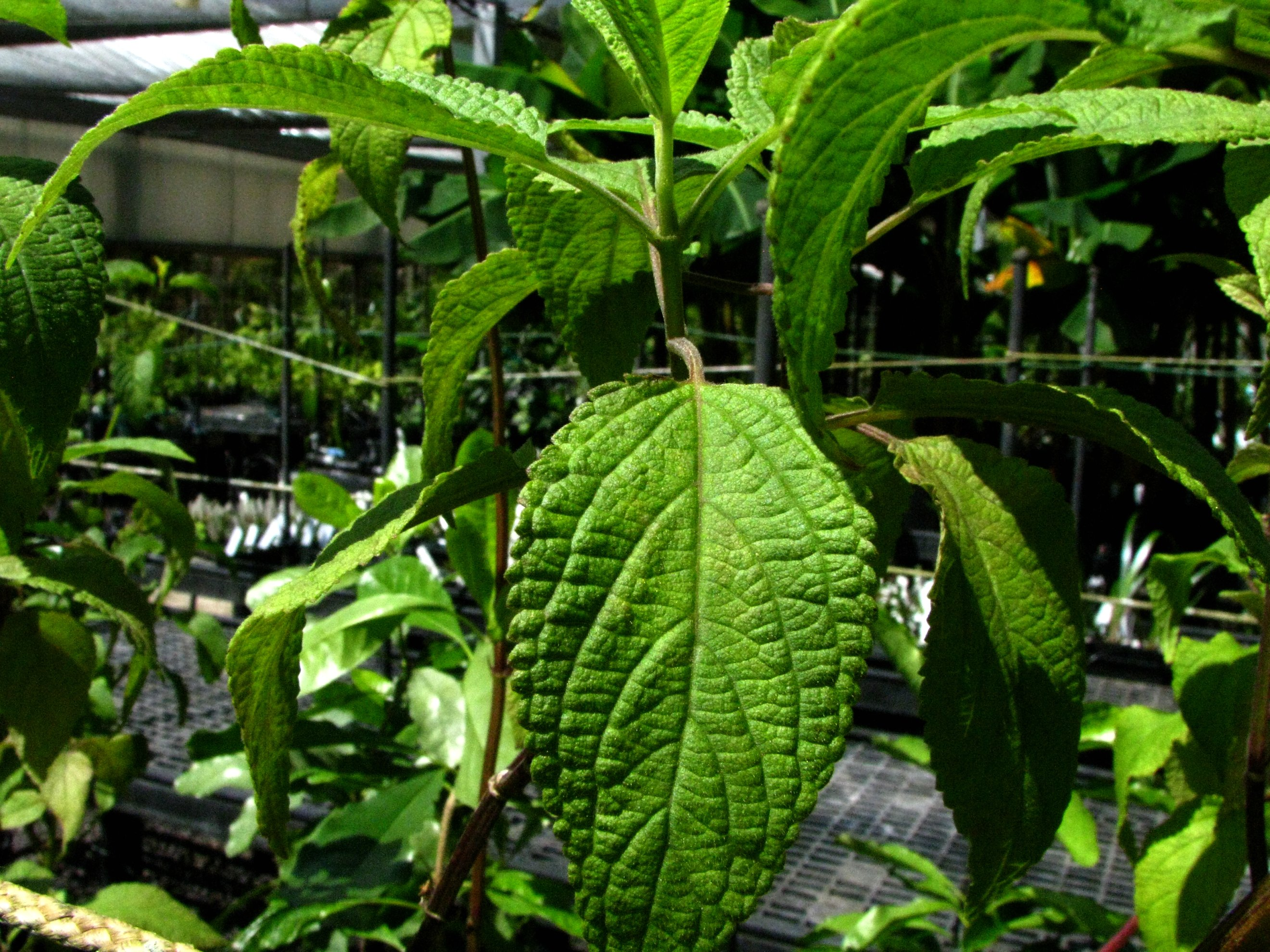
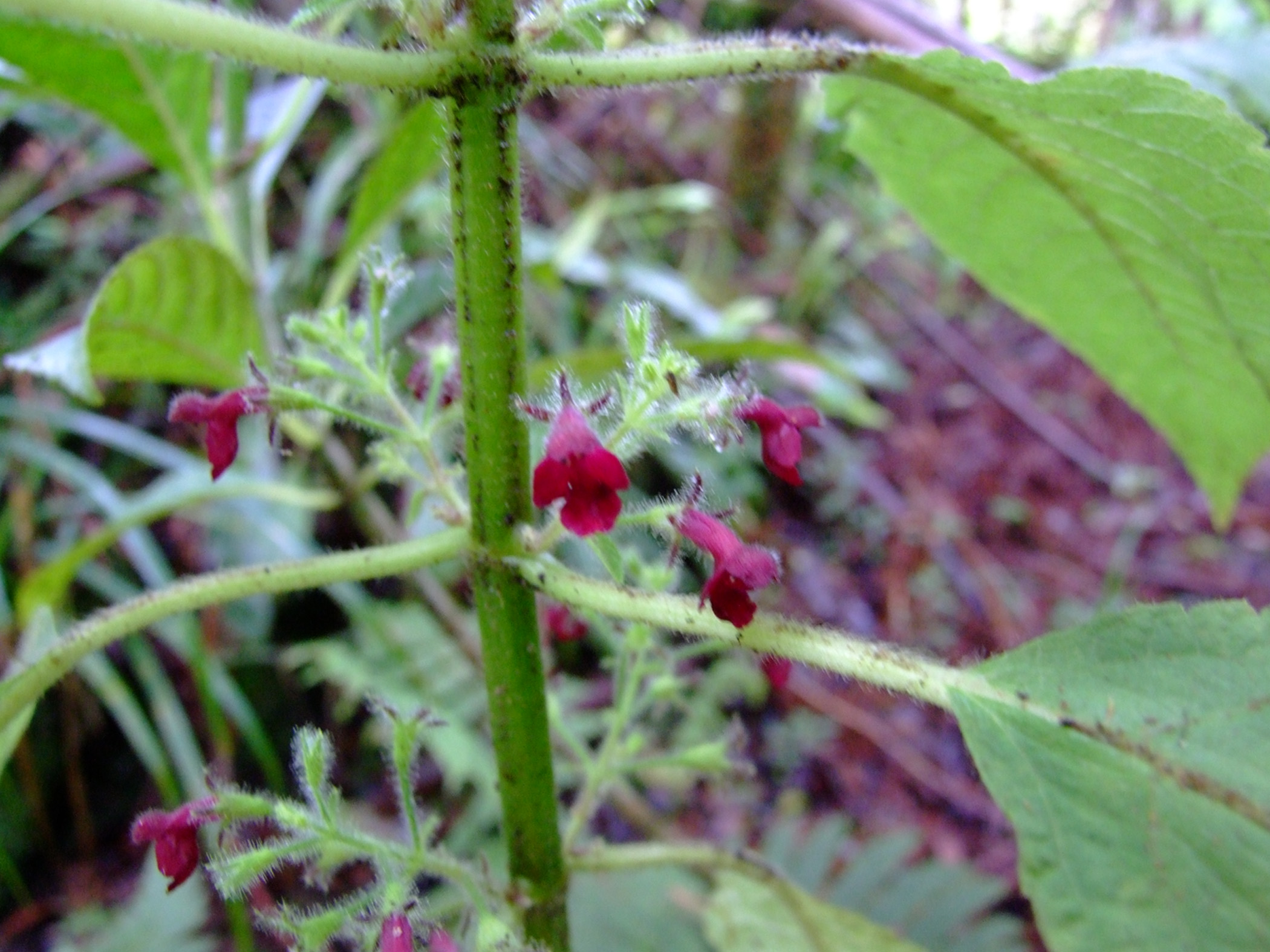
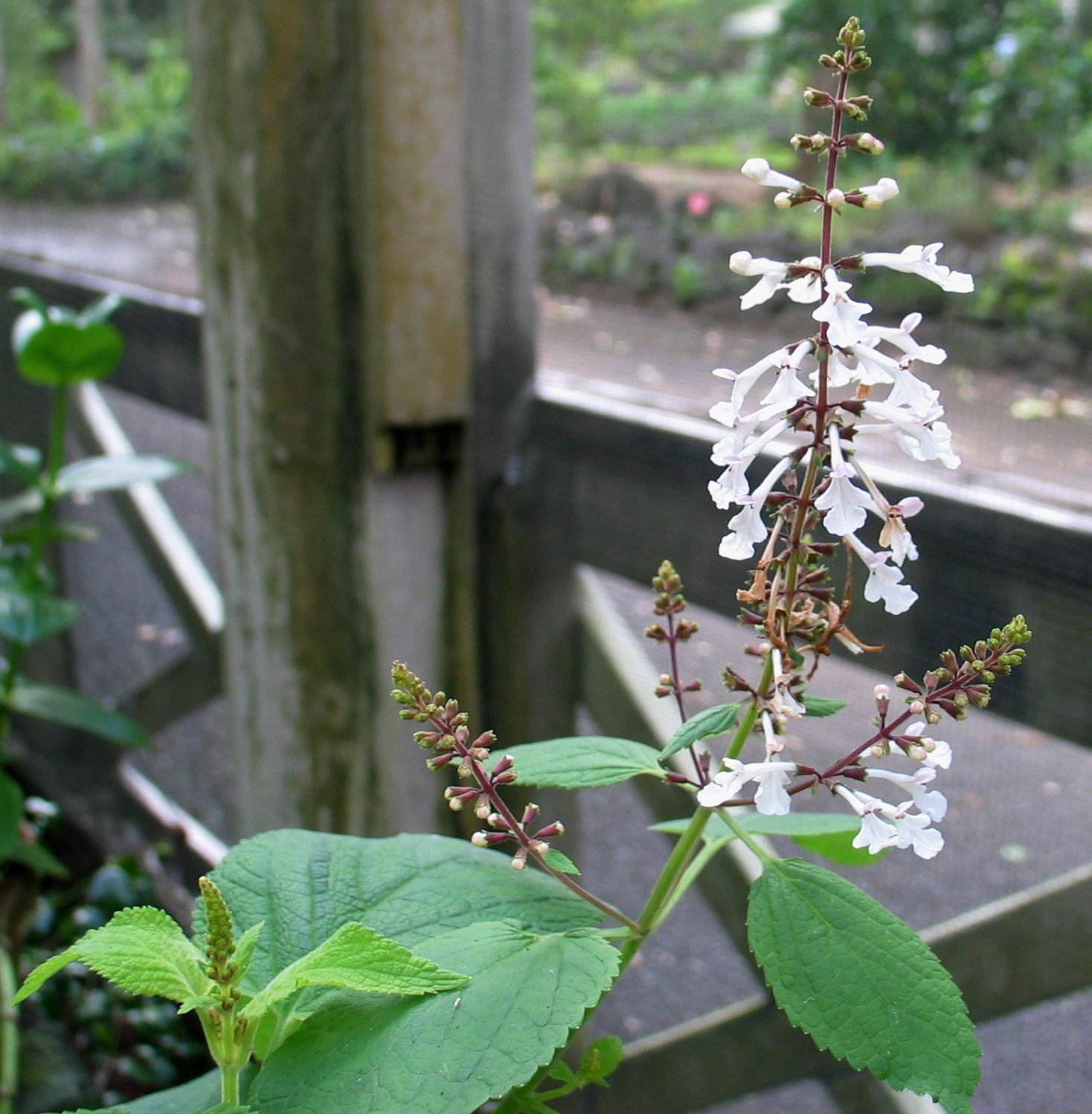

## Dottertaxa tillPhyllostegia, i alfabetisk ordning[1]
- Phyllostegia ambigua
- Phyllostegia bracteata
- Phyllostegia brevidens
- Phyllostegia electra
- Phyllostegia floribunda
- Phyllostegia glabra
- Phyllostegia grandiflora
- Phyllostegia haliakalae
- Phyllostegia helleri
- Phyllostegia hillebrandii
- Phyllostegia hirsuta
- Phyllostegia hispida
- Phyllostegia kaalaensis
- Phyllostegia kahiliensis
- Phyllostegia knudsenii
- Phyllostegia lantanoides
- Phyllostegia macrophylla
- Phyllostegia mannii
- Phyllostegia micrantha
- Phyllostegia mollis
- Phyllostegia parviflora
- Phyllostegia pilosa
- Phyllostegia racemosa
- Phyllostegia renovans
- Phyllostegia rockii
- Phyllostegia stachyoides
- Phyllostegia waimeae
- Phyllostegia variabilis
- Phyllostegia warshaueri
- Phyllostegia wawrana
- Phyllostegia velutina
- Phyllostegia vestita
- Phyllostegia yamaguchii